# Konjevići (Zenica, BiH)
Konjevići su naseljeno mjesto u sastavu općine Zenice, Federacija Bosne i Hercegovine, BiH. Smješteni su južno od rječice Kočeve. U Konjevićima je katoličko i muslimansko groblje. Na katoličkom groblju je kapela. Između Konjevića i Bukove Glave protječe povremeni potok.

## Upravna organizacija
Godine 1981. pripojeno je naselju Pojskama (Sl.list SRBiH 28/81 i 33/81)

## Stanovništvo
Prema popisu 1981. ovdje su živjeli:
- Hrvati - 319
- Muslimani - 182
- Srbi - 1
- Jugoslaveni - 9
- ostali i nepoznato - 31
- UKUPNO: 542